# La Rivera, Guerrero
La Rivera är en ort i Mexiko.   Den ligger i kommunen Tlalixtaquilla de Maldonado och delstaten Guerrero, i den sydöstra delen av landet, 220 km söder om huvudstaden Mexico City. La Rivera ligger 1 104 meter över havet och antalet invånare är 281.
Terrängen runt La Rivera är huvudsakligen kuperad. La Rivera ligger nere i en dal som går i öst-västlig riktning. Runt La Rivera är det ganska tätbefolkat, med 58 invånare per kvadratkilometer. Närmaste större samhälle är Tlapa de Comonfort, 18,8 km väster om La Rivera. I omgivningarna runt La Rivera växer huvudsakligen savannskog.